# Nivôse (station météo)
Pour les articles homonymes, voir Nivôse (homonymie).
Nivôse est le nom du réseau de stations météo automatiques de haute montagne, créé par Météo-France.
Les stations Nivôses ont été créées afin de permettre aux météorologues et plus largement au public d'accéder aux données météorologiques en temps réel concernant des lieux montagneux difficiles d'accès.

## Le réseau
Le réseau Nivôse contient 29 stations automatiques :
- 19 dans les Alpes, du nord au sud
  1. Aiguilles Rouges (Haute-Savoie)
  2. Allant, Bauges sud-est (Savoie)
  3. Grande Parei, Beaufortain sud-est (Savoie)
  4. Bellecôte, Vanoise centre (Savoie)
  5. Le Chevril, Vanoise est (Savoie)
  6. Bonneval-sur-Arc, Haute-Maurienne est (Savoie)
  7. Saint-Hilaire (du Touvet), Chartreuse flanc est (Isère)
  8. Col de Porte, Chartreuse sud (Isère)
  9. Aigleton, Belledonne centre (Isère)
  10. Les Rochilles, Cerces centre (Savoie)
  11. Galibier (Hautes-Alpes)
  12. Le Gua, Vercors (Isère)
  13. La Meije, Écrins nord (Hautes-Alpes)
  14. Les Écrins, Écrins centre (Isère)
  15. Orcières, Champsaur nord-est (Hautes-Alpes)
  16. Col Agnel, Queyras est (Hautes-Alpes)
  17. Parpaillon, Embrunais sud-est (Hautes-Alpes)
  18. Restefond, Mercantour nord-ouest (Alpes-de-Haute-Provence)
  19. Millefonts, Mercantour centre (Alpes-Maritimes)
- 8 dans les Pyrénées 
  1. Port d'Aula (Ariège)
  2. L'Hospitalet (Ariège)
  3. Aiguillettes, Haute-Bigorre (Hautes-Pyrénées)
  4. Maupas (Haute-Garonne)
  5. Lac d'Ardiden (Hautes-Pyrénées)
  6. Canigou (Pyrénées-Orientales)
  7. Puigmal (Pyrénées-Orientales)
  8. Soum Couy (Pyrénées-Atlantiques)
- 2 en Corse 
  1. Corse Sponde (Massif du Cinto)
  2. Maniccia (Massif du Rotondo)

## La station
Chaque station installée sur un pylône de 5 à 7m est équipée des capteurs suivants :
- un thermomètre ;
- un capteur de hauteur de neige ;
- un anémomètre ;
- un hygromètre.

Chaque station est équipée d'une batterie, chargée par un panneau solaire. Le thermomètre et l'hygromètre sont placés dans un abri ventilé mécaniquement. La transmission des données est effectuée toutes les heures par satellite (Météosat pour les anciennes générations, et Iridium plus récemment)  ou par GPRS pour les stations les plus modernes si elles sont bien couvertes par le réseau mobile.
La hauteur maximale de neige mesurable correspond à l'élévation du capteur (distance par rapport au sol) moins sa fenêtre de mesure (environ 50 cm). Par exemple pour Bellecote, avec un pylône de 7 m, la hauteur mesurable est de 6,50 m environ, pour Bonneval pylône de 6 m hauteur maxi de 5,50 m environ, pour Les Rochilles, pylône de 5 m, hauteur de 4,5 m environ.

## Accès au public
Le site web de Météo France permet d'accéder gratuitement aux informations récoltées par les stations Nivôse. Deux graphiques sont générés pour chaque station.
- un graphique hebdomadaire, généré plusieurs fois par jour (environ toutes les 2 heures de jour) ;
- un graphique saisonnier, généré une fois par jour.

Les graphiques indiquent trois courbes : température, force du vent et des rafales et hauteur de neige.